# Dannauer See und Umgebung
Koordinaten: 54° 14′ 17″ N, 10° 32′ 6″ O

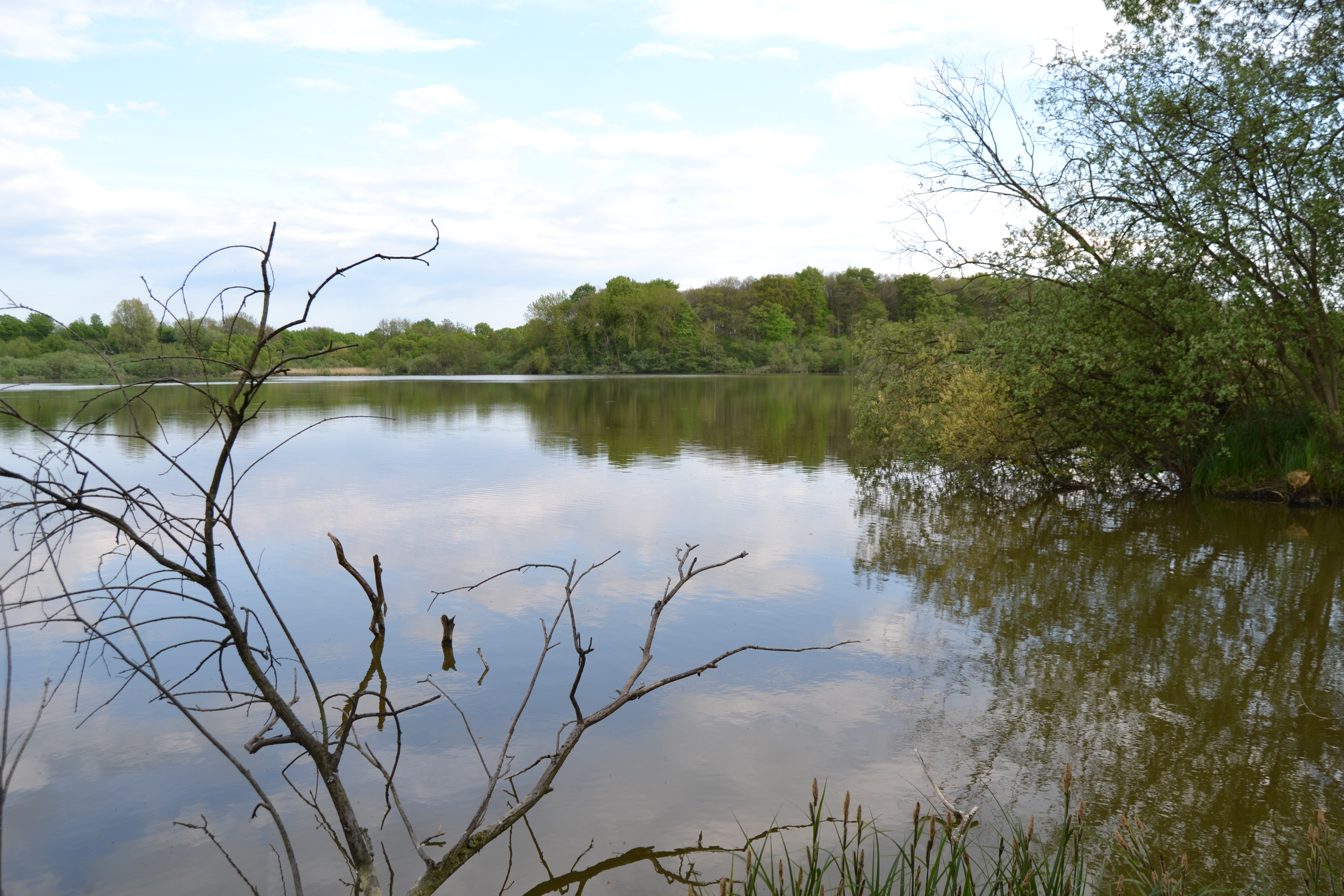
Der flachgründige Dannauer See verlandet rasch. Die bewaldete Kuppe im Hintergrund stellt eine ehemalige Insel dar.

Dannauer See und Umgebung heißt ein 40 Hektar großes Naturschutzgebiet im Naturpark Holsteinische Schweiz. Nur der südliche Bereich liegt auf dem Gebiet der Gemeinde Dannau, der größere Anteil einschließlich des Sees gehört zur Gemeinde Rantzau.
Der flachgründige, reich mit Nährstoffen versorgte See weist ausgedehnte Verlandungszonen auf und ist von Schilfröhrichten, bewaldeten Kuppen und extensiv genutztem Grünland umgeben. Das Naturschutzgebiet ist Bestandteil des Europäischen ökologischen Netzes Natura 2000.
Zu den Besonderheiten des Naturschutzgebietes zählen ausgedehnte Waldmeister-Buchenwälder sowie feuchte Hochstaudenflure. Das freie Wasser ist im Sommer von See- und Teichrosenfeldern bedeckt. Darunter befinden sich Laichkräuter. Zu den besonderen Tierarten des Naturschutzgebietes gehören Rotbauchunke, Laubfrosch, Moorfrosch, Kammmolch und Rohrweihe. Außerdem kommen Schellente und Haubentaucher vor. Im ausgedehnten Schilfröhricht sind Sumpfrohrsänger und Sprosser beheimatet. Auch Eisvogel und Braunkehlchen können hier beobachtet werden. Gelegentlich jagt auch der Seeadler über dem Gewässer.

## Weblink
- Dannauer See